# Bryobia parietariae
Bryobia parietariae är en spindeldjursart som beskrevs av Reck 1947. Bryobia parietariae ingår i släktet Bryobia och familjen Tetranychidae. Inga underarter finns listade.